# 雨傘番組
雨傘番組（あまがさばんぐみ）とは、テレビ・ラジオのスポーツ中継番組などの放送が中止された場合、代わりに放送される代替番組（予備番組）の通称である。雨天中止にともなう放送事例が多いことからの通称で、同様の由来からレインコート番組、レインコートとも呼ばれるほか、（予定の通常番組であるAプロに対し）Bプロ、荒天プロとも呼ばれる。

## 概要
通常はあらかじめ編成されており、番組表には「【中止のとき】（番組名）」と表記される。
2000年代以降、特にスポーツの主催場においてドーム球場・屋根付き競技場が増えたことや、全国ネットでの特別編成が減少した（特に地上波テレビでは通常編成が優先され、スポーツ中継番組の放送自体が衛星放送などに振り替えられている）こともあり、雨傘番組の放送は減少傾向にある。
変わった例では、最低でも第4戦まである日本シリーズ（先に4勝した方が日本一のため）の試合で、ドーム球場での開催分であっても開催されないことがある第5戦から第7戦の放送時間に編成される試合中継以外のテレビ・ラジオ番組も雨傘番組の一種である。

## その他
『山下達郎のサンデー・ソングブック』は基本、その週の番組は放送前日に収録するが、山下達郎が風邪に掛かり、番組の収録を休んだ週の2024年12月1日の放送は「曲書きの締め切りに間に合いそうにない」とか体調不良になった等の緊急事態で番組の新規収録が出来ない場合、番組に穴を開けない様(2019年、気管支炎に罹患した時に宮治淳一に代役のパーソナリティーを頼んだ事はあったが、なるべく代役のパーソナリティーを立てずに済む様に)に何週か前に緊急事態用に収録していた番組を流した。山下は緊急事態用に収録した番組を雨傘プログラムと称している。因みに山下が2022年に新型コロナウイルス感染症 (COVID-19)に罹患した時は放送予定の特集の回を既に収録していた為、予定通り放送出来た。

## ラジオナイターの雨傘プログラム
この節では、日本の地上波ラジオ局におけるプロ野球中継のレギュラー放送枠における雨傘編成の事例について記述する。
※2025年現在
- ジャパン・ラジオ・ネットワーク (JRN) ：（過去）「プロ野球ネットワーク」（月・金曜は「プロ野球東西南北」。これは大阪のネット局が月・金曜はMBSラジオ（MBS）、他は朝日放送ラジオ（ABC）と曜日毎に異なる事を配慮してタイトルを変えている）。TBSラジオのプロ野球中継撤退に伴い、2017年限りで終了。
  - 北海道放送：平日は「ファイターズDEナイト!スペシャル」「スポーツ＆ミュージックスタジアム「フルカウント！」」「バンラジNEO タモツガレージ」のいずれか、土・日曜は「スポーツ＆ミュージックスペシャル・オンリーワン」
  - 東北放送（火曜）：「TBCパワフルベースボールスペシャル」　※水 - 金はNRN全国放送と同一
  - CBCラジオ（平日）：「ドラ魂ワイド」
  - 朝日放送ラジオ（火 - 木曜）：試合中止の場合は「ABCフレッシュアップベースボール スペシャルバージョン」、当初から中継予定がない場合は「おしゃべりはBARにいる」　※金 - 日はNRN全国放送と同一
  - RKB毎日放送（平日）：火曜日は「俺たち火曜タカ組」（山口放送・長崎放送・大分放送・熊本放送・南日本放送にも適用）、当初から中継予定のない水曜は単発の特別番組、当初から中継予定のない木・金曜は「＃キューパレ〜Kyushu Night Parade〜」の特別版、それ以外は「RKBエキサイトホークス応援団」
- 全国ラジオネットワーク (NRN) ：月 - 金曜（ニッポン放送発）は18：00～19：00「ナイタースペシャル いつでもみんなのプロ野球!」、19：00～21：00「ナイタースペシャル」本編（詳細タイトルは回によって変わる）、土・日曜（文化放送(QR)発）は「SET UP!!」
※2010年度から土・日文化放送幹事のナイターを請け負うようになったABCでは2015年以降、通年で阪神戦のナイター予定日の予備番組。東海ラジオでも通年で中日戦ナイター予定日の予備番組となっている（土曜は2011年、日曜は2010年から）。
なお日曜は元からナイターがない場合、QRでは2011年は「サンデープレミアム」を送るため、実質ABC用の裏送り番組であった。2013年はQRでの日曜ナイターが注目カードのみとなるため、やはりABC[注釈 1]や東海ラジオ[注釈 2]への裏送りになることもある。
  - ニッポン放送（土・日曜）：月 - 金曜と同じ体裁だが、「ナイタースペシャル」のタイトルは「ショウアップナイタースペシャル」になる（ただし土曜ナイターが元からない場合の19時以降、日曜ナイターが元からない場合の全時間帯は「ナイタースペシャル」の冠を外して予備番組を放送）。
  - 文化放送（平日）：「文化放送ライオンズナイタースペシャル 堀口文宏のラジオ フルスイング[注釈 3]」（当初から野球中継が組まれていない場合）、「◯◯◯◯(パーソナリティ名)の文化放送ライオンズナイタースペシャル」（試合中止の場合）
  - 東海ラジオ放送（土・日デーゲーム）：「MUSIC ALLEY」　※ナイター時はNRN全国放送と同一
  - MBSラジオ（金 - 日曜）：金・日曜は「MBSベースボールパーク番外編」、土曜は「豊永真琴のMBSミュージックパーク 延長スペシャル」（当初から野球中継が組まれていない土日の中で「ナジャ・グランディーバのレツゴーサタデー」「中西正男のエラいすんまへん…。」「トークでパンチ! VS武川」「MBSヤングタウンNEXT」を月1回ずつ放送）　※火 - 木はNRN全国放送と同一
  - 九州朝日放送（平日）：「MANDAN」（当初から野球中継が組まれていない日）
- ラジオ日本：「ナイタースタジオ特集 麻布台スタジアム」（試合中止の場合。当初から野球中継が組まれていない場合は別途、ラジオ関西とのブロックネットによる定時番組を放送するが、岐阜放送は別番組となる）
- FM NACK5（日曜）：「SUNDAY LIONS くぼあんラジオ」
- Rakuten.FM TOHOKU（コミュニティFM局）：「EAGLES BASEBALL TALK SHOW」（ニッポン放送が放映権を独占し、NRN加盟局のみに供給されるヤクルトが主催するセ・パ交流戦のビジターゲームなど、当日に開催される楽天戦の放送権が得られない場合のみに編成）